# Lac Teletskoïe
Le lac Teletskoïe (en russe : Теле́цкое о́зеро ; en altaï : Altyn-Köl, littéralement « lac doré ») est le plus grand lac des montagnes dorées de l'Altaï et de la région de l'Altaï en général, dans la république de l'Altaï, en Sibérie. Avec une profondeur maximale de 325 mètres, il fait partie des 25 lacs les plus profonds du monde.

## Toponymie
Anciennement en français, le lac a été appelé lac d'Altin (Lacus Altinus) ou lac Altin, lac de Kitay ou lac Khitay et le lac de Carentia.

## Géographie
Situé à une altitude de 434 m, le lac est long de 78 km et large de 5 km. Il est situé entre les dorsales Korbou et Al-tyntou, où se rejoignent les monts Saïan et les monts Saïliouguem. Sa surface est de 233 km2, mais, à cause de sa profondeur exceptionnelle, le lac contient 40 km3 d'eau douce. Le niveau de l'eau change régulièrement de 348 sm[réf. nécessaire][incompréhensible]. L'eau est assez transparente, la visibilité allant de six à quatorze mètres.
Environ 70 rivières et 150 ruisseaux temporaires se déversent dans le lac, le plus important étant la rivière Tchoulychman, qui fournit environ la moitié de l'eau et se jette dans le lac au sud. Le lac se vide au nord-ouest par une seule rivière, la Biia (qui devient, après sa confluence avec le Katoun, l'un des fleuves les plus importants de Russie, l'Ob).
Le lac est entouré de montagnes allant de 600 à 1 300 m au nord, et de 1 700 à 2 400 m au sud.
Sa rive droite fait partie de la réserve naturelle de l'Altaï qui, avec la réserve naturelle de Katoun et la réserve naturelle du plateau d'Oukok, est incluse dans la région des montagnes dorées de l'Altaï, inscrite sur la liste du patrimoine mondial de l'UNESCO depuis 1998.
Plusieurs villages bordent le lac, dont ceux d'Artybach, Iogatch, Iaïliou, Bélé, et d'autres.